# Amtsgericht Marsberg

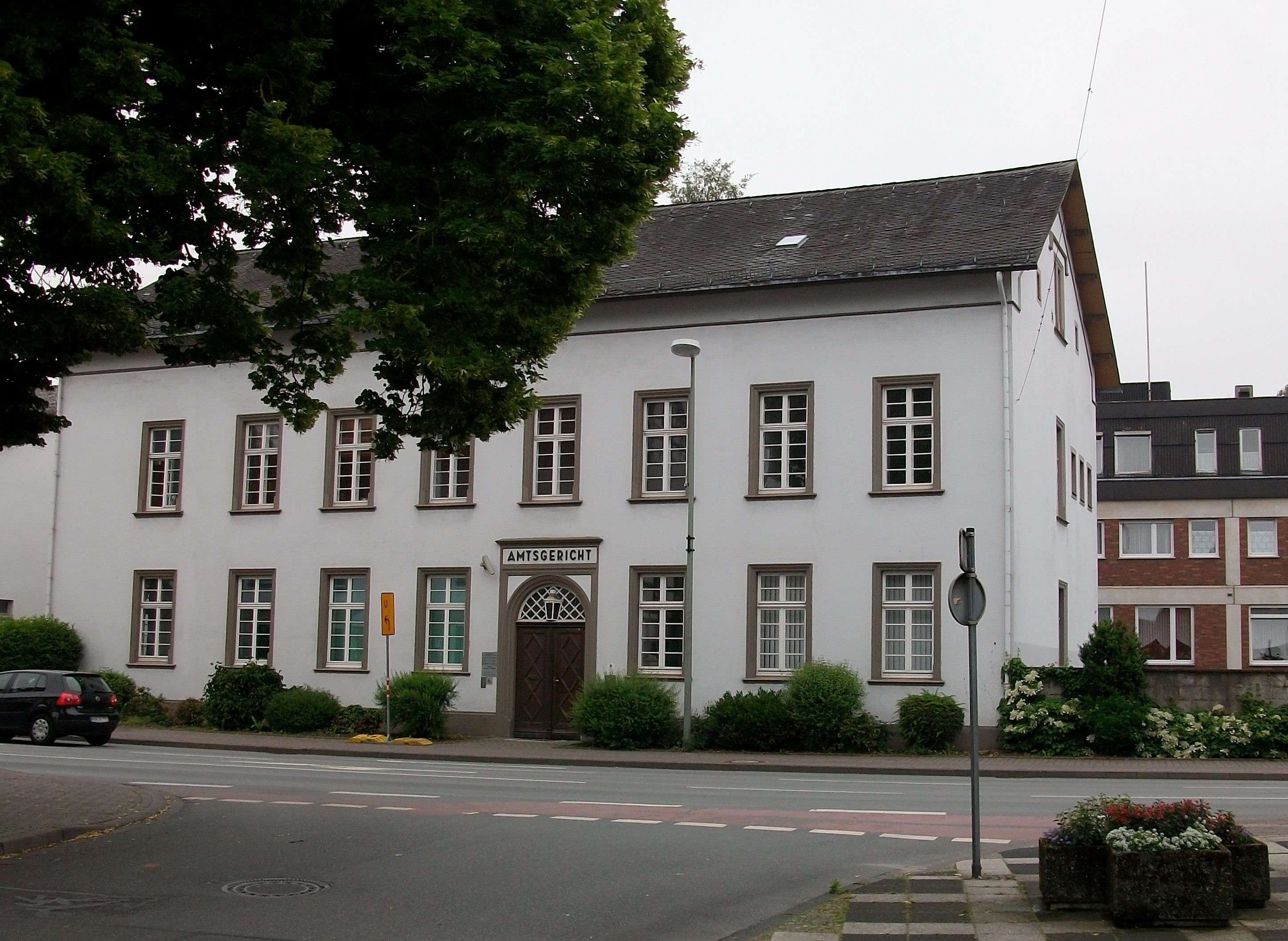
Amtsgericht Marsberg

Das Amtsgericht Marsberg ist ein Gericht der ordentlichen Gerichtsbarkeit und eines von zehn Amtsgerichten (AG) im Bezirk des Landgerichts Arnsberg.

## Gerichtssitz und -bezirk
Das Gericht hat seinen Sitz in Marsberg im Hochsauerlandkreis. Der 182 km² große Gerichtsbezirk erstreckt sich auf das Gebiet der Stadt Marsberg mit knapp unter 20.000 Einwohnern. In keinem nordrhein-westfälischen Amtsgerichtsbezirk leben weniger Menschen. 
Für Mahnsachen aus dem Bezirk des AG Marsberg ist das Amtsgericht Hagen zuständig. Das Handels-, das Genossenschafts- und das Vereinsregister werden beim Amtsgericht Arnsberg geführt, das auch Insolvenzgericht ist. Zuständig für die Zwangsversteigerungs-, Zwangsverwaltungs-, Landwirtschafts- und Schöffensachen des Amtsgerichtsbezirks Marsberg ist das Amtsgericht Brilon.

## Gebäude
Das Gericht ist in dem denkmalgeschützten Haus Hauptstraße 3 in Niedermarsberg untergebracht.

## Geschichte
Von 1849 bis 1879 bestand in Marsberg die Gerichtskommission Marsberg des Kreisgerichts Brilon im Sprengel des Appellationsgerichts Arnsberg.
Im Rahmen der Reichsjustizgesetze wurden 1879 reichsweit einheitlich Oberlandes-, Land- und Amtsgerichte gebildet.
Das königlich preußische Amtsgericht Marsberg wurde mit Wirkung zum 1. Oktober 1879 als eines von 19 Amtsgerichten im Bezirk des Landgerichtes Arnsberg im Bezirk des Oberlandesgericht Hamm gebildet. Der Sitz des Gerichts war die Stadt Marsberg.
Sein Gerichtsbezirk umfasste aus dem Landkreis Brilon den Stadtbezirk Ober-Marsberg und das Amt Niedermarsberg ohne die Gemeindebezirke Beringhausen, Helminghausen und Padberg.
Am Gericht bestand 1880 eine Richterstelle. Das Amtsgericht war damit ein kleines Amtsgericht im Landgerichtsbezirk.
In Folge der Weltwirtschaftskrise wurden 60 Amtsgerichte als Folge von Sparverordnungen aufgehoben. Mit der Verordnung über die Aufhebung von Amtsgerichten vom 30. Juli 1932 wurde das Amtsgericht Fürstenberg (Westfalen) zum 30. September 1932 aufgehoben und sein Sprengel aufgeteilt. Die Landgemeinden Essentho, Meerhof und Oesdorf wurden dabei dem Amtsgericht Marsberg zugeordnet.

## Übergeordnete Gerichte
Dem AG Marsberg ist das Landgericht Arnsberg übergeordnet. Zuständiges Oberlandesgericht ist das Oberlandesgericht Hamm.